# Xenosocia dynastes
Xenosocia dynastes är en fjärilsart som beskrevs av Diakonoff 1992. Xenosocia dynastes ingår i släktet Xenosocia och familjen vecklare. Inga underarter finns listade i Catalogue of Life.